# 张圣坤
张圣坤（1942年2月—），浙江奉化人，汉族，中华人民共和国政治人物、第十一届全国政协委员。

## 生平
加入中国民主同盟，担任十一届全国政协常务委员、上海市委原主委。2002年12月19日，民主同盟举行九届一中全会，他当选为民盟中央主席。2007年12月，在民盟十届一中全会上，他出任民盟中央副主席的职务。2008年，当选第十一届全国政协常务委员，代表中国民主同盟，分入第五组。